# Jean-Marc Rebière
Jean-Marc Rebière (Bègles, 17 de novembro de 1952) é um ex-ciclista francês que participou dos Jogos Olímpicos de Verão de 1980 em Moscou, onde terminou em quinto na perseguição por equipes de 4 km.